# Delia Nivolelli rosso
Le Delia Nivolelli rosso est un vin rouge de la région Sicile doté d'une appellation DOC depuis le 10 juin 1998. Seuls ont droit à la DOC les vins récoltés à l'intérieur de l'aire de production définie par le décret. Les vignobles autorisés se situent en province de Trapani dans les communes de Mazara del Vallo, Marsala, Petrosino et Salemi.
Voir aussi l'article Delia Nivolelli novello rosso. 

## Caractéristiques organoleptiques
- couleur : rouge rubis plus ou moins intense tendant vers un rouge grenat
- odeur : vineux,  intense, fruité
- saveur : sec, légèrement acidule, vif, légèrement tannique

Le Delia Nivolelli  rosso se déguste à une température de 14 à 16 °C et il se gardera 2 – 4 ans.

## Production
Province, saison, volume en hectolitres :
- pas de données disponibles